# Ernst Hefel
Ernst Hefel (* 25. November 1888 in Schruns, Österreich-Ungarn; † 21. März 1974 in Salzburg) war 1945 ein österreichischer Politiker (ÖVP).

## Familie
Ernst Hefel kam als Sohn des Ferdinand Hefel und der Elisabeth Amann in Vorarlberg zur Welt. 
Seine erste Frau Marthe Schnürer starb am 19. Juni 1945. 1947 heiratete er Mathilde Maria Antonia Ignatia Habsburg-Lothringen, die Tochter von Marie Valerie von Österreich und ehemalige Erzherzogin von Österreich-Toskana. 
Die Ethnologin Annemarie Schweeger-Hefel ist seine Tochter aus der ersten Ehe.

## Verdienste
In der Provisorischen Regierung Renner, der ersten österreichischen Regierung nach dem Zweiten Weltkrieg, wurde er im April 1945 Unterstaatssekretär für Kultus im „Staatsamt für Volksaufklärung, Unterricht, Erziehung und Kultusangelegenheiten“ (Staatssekretär war Ernst Fischer von der KPÖ).
Von 1949 bis 1954 war er Präsident des österreichischen Kulturinstituts in Rom.

## Schriften
- Die Estensischen Sammlungen des Hauses Österreich-Este. Zur Abwehr der italienischen Ansprüche. Amalthea-Verlag, Zürich/Leipzig/Wien 1919

## Auszeichnungen
- 1954: Großes Goldenes Ehrenzeichen mit dem Stern für Verdienste um die Republik Österreich[4]